# Le cronache di Wormwood
Le cronache di Wormwood (Chronicles of Wormwood) è una miniserie a fumetti scritta da Garth Ennis e disegnata da Jacen Burrows (vol. 1) e Oscar Jimenez (vol. 2); i due volumi sono stati pubblicati da Avatar Press nel 2006 e nel 2011.

## Trama
Danny Wormwood è l'Anticristo, che tuttavia non è interessato a seguire gli interessi del padre Satana. I suoi migliori amici sono Jay, una reincarnazione di Gesù, e Jimmy, un disinibito coniglio a cui lo stesso Danny ha donato intelligenza umana. Dio e Satana cercheranno però di convincere Danny a cominciare l'Apocalisse per riprendersi il posto che gli spetta.

## Personaggi principali
- Danny Wormwood: l'Anticristo, è un produttore di serial televisivi. Ha deciso di rinunciare all'Armageddon per lasciare l'umanità a se stessa. Ha dei poteri enormi, ma può usarli solo una volta al giorno sui mortali.
- Jay: Gesù, è il figlio di Dio, mandato sulla Terra per prendere parte all'Armageddon. Dopo aver rifiutato il proprio ruolo, partecipa a un moviemento pacifista contro la guerra in Iraq e finisce in coma a causa di uno scontro con la polizia. Dopo il risveglio Jay ha perso parzialmente le sue facoltà mentali.
- Jimmy: è un coniglio (in realtà disegnato come una lepre) a cui Danny ha donato la parola. È uno dei pochi amici dell'Anticristo. Gli piace comportarsi male, ad esempio tormentare la gente online, soprattutto i fan di Guerre stellari.
- Papa Jacko: è il Papa della Chiesa cattolica. Australiano, diventò Papa solo perché l'altro candidato era nero. Deviato sessualmente, è in combutta con Satana.
- Faccia di cazzo: è il barista del bar preferito di Danny, il "J. Smith's". Dopo che il barista ha preso in giro Jay per le sue condizioni, Danny scambia il suo naso con il suo pene (da cui il nomignolo).